# Joël Venceslas Kouassi
Pour les articles homonymes, voir Kouassi.
Joel Vanceslas Kouassi est un footballeur originaire de Côte d'Ivoire né le 24 octobre 1981 à Abidjan, évoluant au poste de défenseur. Il est convoqué pour la première fois en équipe nationale du Burkina Faso en mars 2006 et choisit de défendre les couleurs des Étalons.
Il est formé à Nantes et joue avec la réserve de cette équipe.
Après avoir passé quatre ans dans son équipe formatrice, il décide d'aller dans la région bordelaise pour jouer avec Libourne Saint-Seurin.Cela fait maintenant 6 ans qu'il joue au club.

## Clubs successifs
| Saison    | Club                     | Pays   | Division | Matchs | Buts |
| --------- | ------------------------ | ------ | -------- | ------ | ---- |
| 1998-2002 | FC Nantes                | France | CFA      | -      | -    |
| 2002-2003 | FC Libourne-Saint-Seurin | France | CFA      | -      | -    |
| 2003-2004 | FC Libourne-Saint-Seurin | France | Nat      | 36     | 0    |
| 2004-2005 | FC Libourne-Saint-Seurin | France | Nat      | 32     | 0    |
| 2005-2006 | FC Libourne-Saint-Seurin | France | L2       | 34     | 0    |
| 2006-2007 | FC Libourne-Saint-Seurin | France | L2       | 30     | 0    |
| 2007-2008 | FC Libourne-Saint-Seurin | France | L2       | 8      | 0    |